# Phelister foveicollis
Phelister foveicollis är en skalbaggsart som beskrevs av Lewis 1902. Phelister foveicollis ingår i släktet Phelister och familjen stumpbaggar. Inga underarter finns listade i Catalogue of Life.